# Chiesa ortodossa eritrea
La Chiesa ortodossa tewahedo eritrea è una Chiesa cristiana ortodossa del gruppo delle Chiese ortodosse orientali. Nel 1993, è stata riconosciuta autocefala da Shenouda III, papa della Chiesa madre copta, separandosi dalla Chiesa ortodossa etiope, con la quale condivide quasi tutte le stesse pratiche liturgiche.